# Günther Anders
‎Günther Anders (rojen kot Günther Stern), nemški filozof in esejist judovskega rodu, * 12. julij 1902, Breslau, Nemško cesarstvo (danes Wrocław, Poljska), † 17. december 1992, Dunaj, Avstrija. 
Günther Anders je bil prvi mož filozofinje Hannah Arendt.